# ويلهلم إلياسن
ويلهلم إلياسن (بالنرويجية البوكمول: Wilhelm Eliassen)‏ هو لاعب كرة قدم نرويجي في مركز مهاجم ‏، ولد في 13 أغسطس 1935، وتوفي في 3 مارس 2021. شارك مع منتخب النرويج لكرة القدم. أما مع النوادي، فقد لعب مع فريغ أوسلو ‏.

## وصلات خارجية
- ويلهلم إلياسن على موقع اتحاد النرويج (النرويجية)
- ويلهلم إلياسن على موقع ناشيونال فوتبول تيمز (الإنجليزية)